# Isotomodes ccoccatirensis
Isotomodes ccoccatirensis är en urinsektsart som beskrevs av Heinrich Georg Winter 1963. Isotomodes ccoccatirensis ingår i släktet Isotomodes och familjen Isotomidae. Inga underarter finns listade i Catalogue of Life.